# NWK Iskra

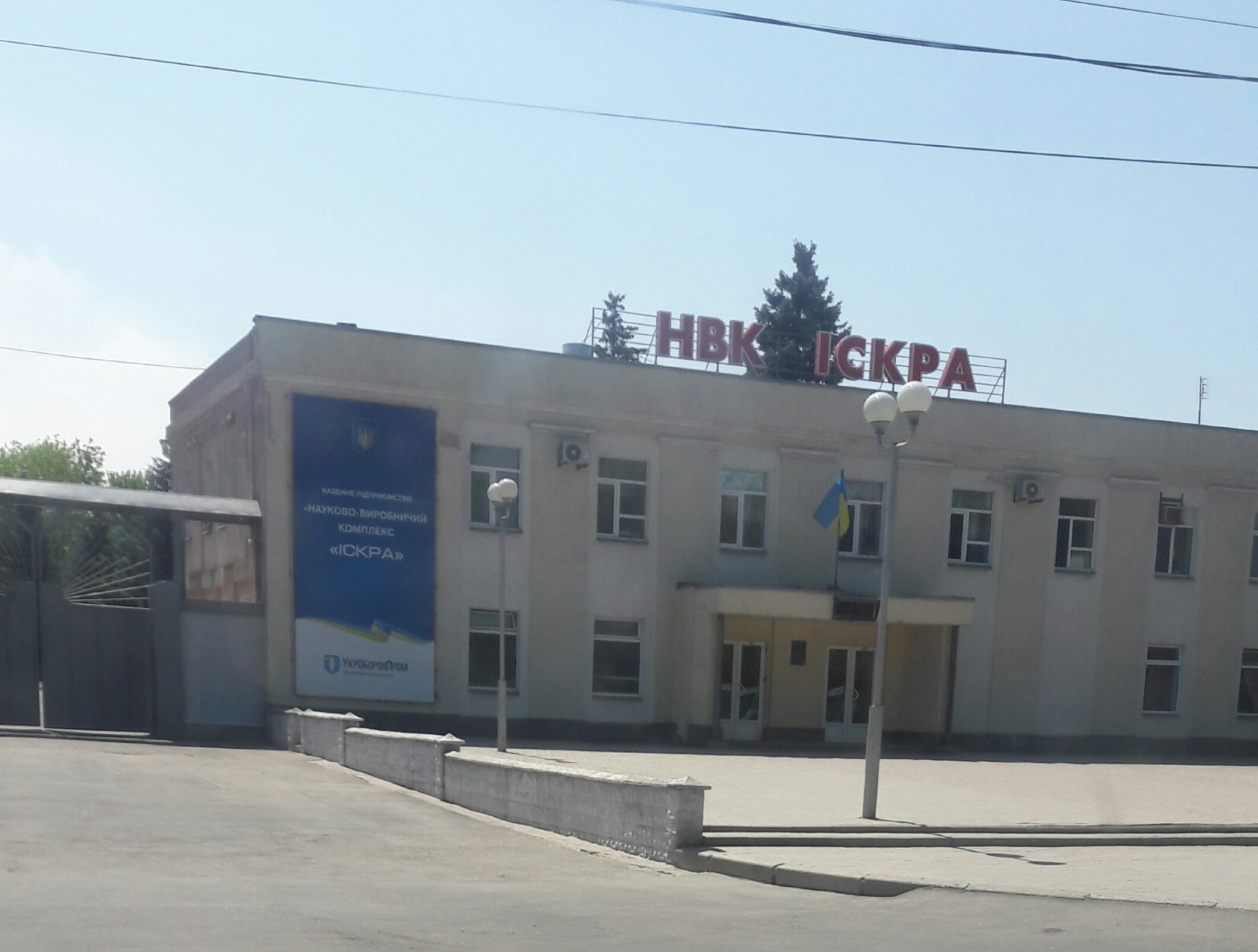
Gebäude des Unternehmens (2018)

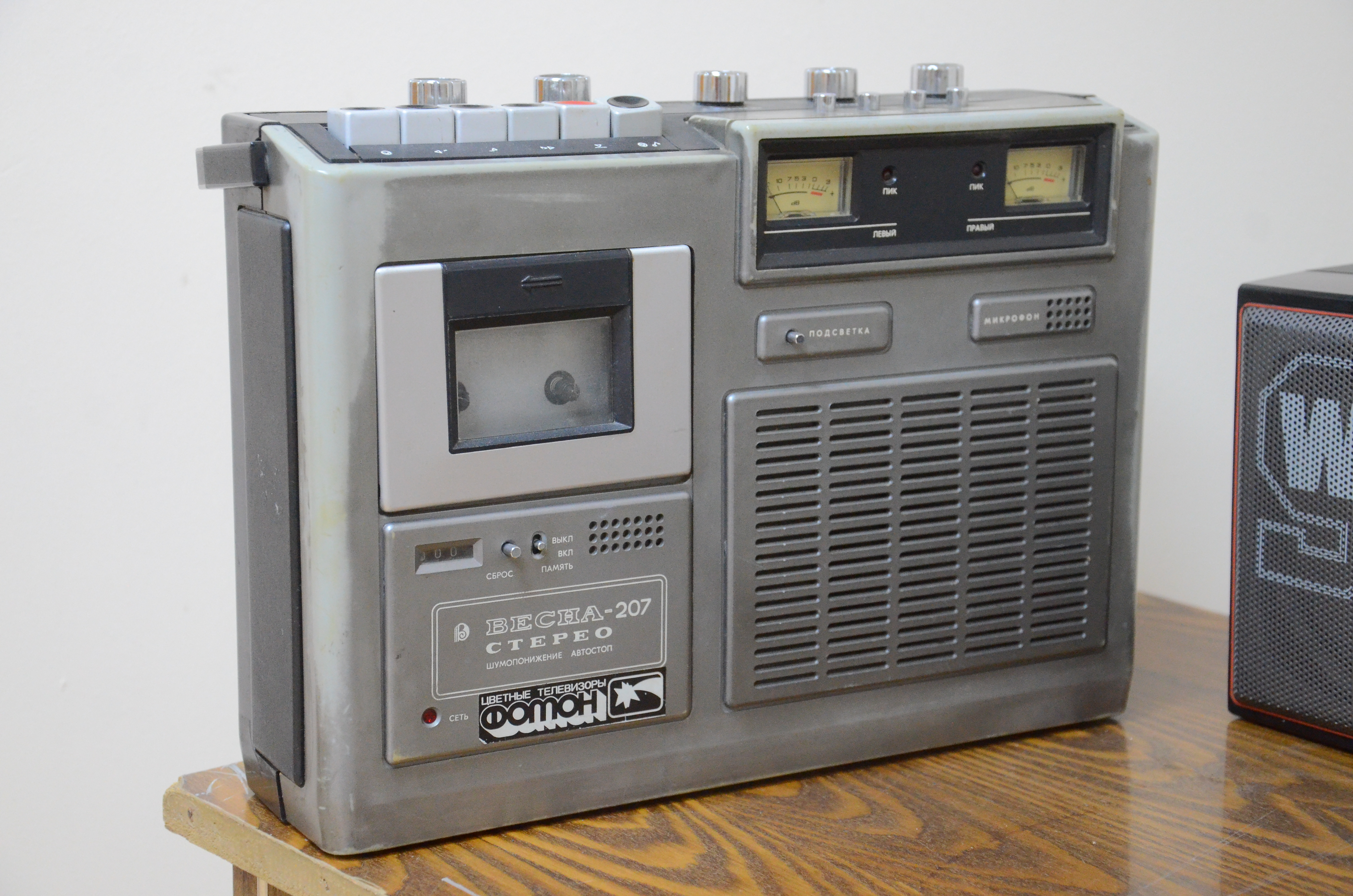
Kassettenrekorder Wesna-207

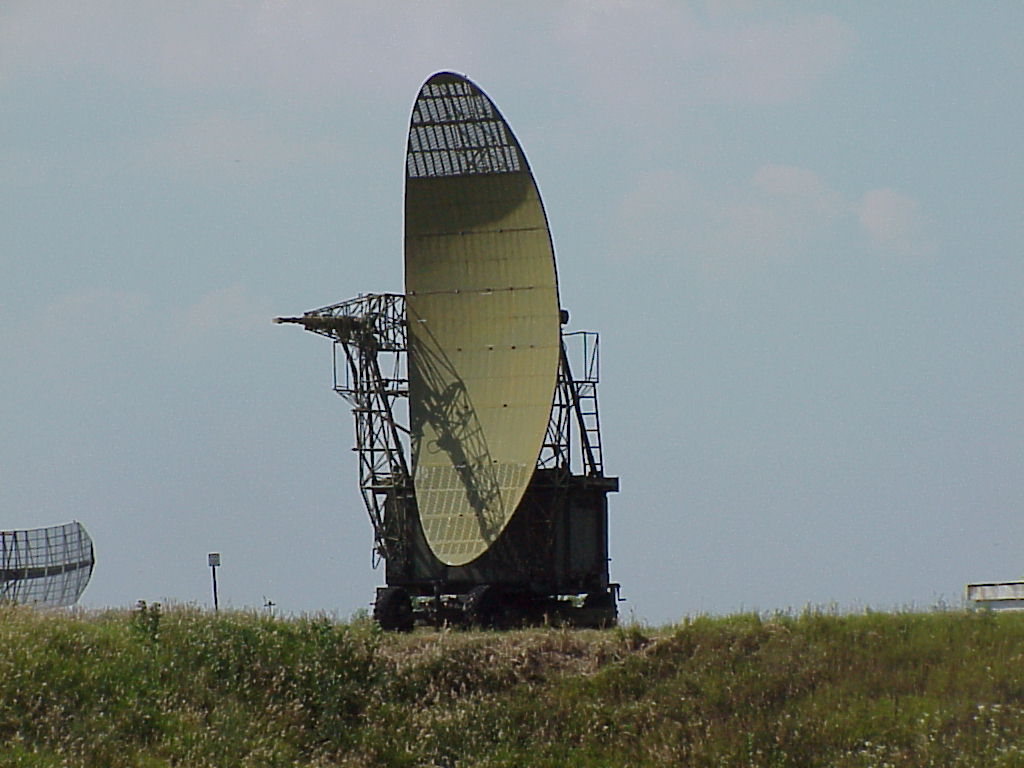
Radarhöhenmessgerät PRW-17

NWK Iskra (ukrainisch НВК Іскра, wiss. Transliteration NVK Iskra, ukrainisch Науково-виробничий комплекс «Іскра») ist ein staatlicher ukrainischer Hersteller und Entwickler von militärischen Radaranlagen in Saporischschja.

## Geschichte
Das Unternehmen wurde im August 1959 in Saporischschja gegründet und produzierte zunächst mobile Stromerzeugungsaggregate. Im Jahr 1962 stieg es in die Produktion von Radargeräten ein. Parallel dazu entwickelte und produzierte das Unternehmen Kassettenrekorder der Marke Wesna (russisch Весна für Frühling). Wegen den steigenden technischen Anforderungen etablierte Iskra ein eigenes Konstruktionsbüro.
Im Jahre 1965 verbesserte Iskra das bestehende Radarhöhenmessgerät PRW-11. In den frühen 1970er Jahren produzierte Iskra die erste eigene Entwicklung, das Radarhöhenmessgerät PRW-13, gefolgt 1974 von dem Radarhöhenmessgerät PRW-17. Für diese Leistungen wurde das Unternehmen mit dem Orden der Oktoberrevolution ausgezeichnet.
In den 1980er Jahren entwickelte Iskra mit dem ST-68U ein neues 3D-Luftraumüberwachungsradar. 1982 wurde Iskra dafür mit dem Orden des Roten Banners der Arbeit geehrt. Zu Sowjetzeiten beschäftigte das Unternehmen 1200 Mitarbeiter im Konstruktionsbüro sowie bis zu 12.000 Mitarbeiter in der Produktion und baute etwa 120 Radaranlagen pro Jahr.
In den späten 1980ern arbeitete Iskra mit NPO Strela in Tula an dem Artillerieaufklärungsradar Zoopark. Der Zerfall der Sowjetunion führte dazu, dass diese beiden Unternehmen Wettbewerber wurden.
Nach dem Zerfall der Sowjetunion befand sich das Unternehmen in der Ukraine und die Zahl der Beschäftigten ging stark zurück. Um 2010 arbeiteten 400 Personen im Konstruktionsbüro und 3000 in der Produktion. 2011 wurde Iskra Teil des Staatskonzerns Ukroboronprom, zu welchem verschiedene Unternehmen der ukrainischen Rüstungsindustrie gehören.
Ab 2015 übernahm Iskra die Produktion und Weiterentwicklung des Systems für elektronische Gegenmaßnahmen R-330UM „Mandat“. R-330UM wurde ursprünglich von PJSC „Topaz“ in Donezk produziert; diese Produktionsstätte ging im Krieg im Donbas für die Ukraine verloren.
Im Jahr 2022 wurde bekannt, dass NWK Iskra den Betrieb einstellt.